# 프랭키 밸리
프랭키 밸리(Frankie Valli, 1934년 5월 3일 ~ )는 미국의 가수이다.

## 생애
1951년 솔로 가수 첫 데뷔하였고 1956년 보컬 음악 그룹 "Four Lovers"의 보컬리스트 활동하였으며 1962년 두왑 보컬 음악 그룹 "Four Seasons"의 보컬리스트 활동하였고 1967년 솔로 가수 활동을 재개하였으며 1976년 미국 다큐멘터리 영화 《All this and World War II》의 조연으로 영화배우 데뷔하였고 1978년 미국 영화 《Sgt. Pepper's lonely hearts club band》에 단역 출연하였다.
프랭키 밸리는 일반적으로 미국과 대한민국 국내에서는 《Can't Take My Eyes Off You》라는 노래 작품의 1967년 7월 27일에 발매한 오리지널 원곡 가수로 널리 잘 알려져 있었다.